# Алберт Хофман
Алберт Хофман (на немски: Albert Hofmann) е швейцарски учен, химик и писател, известен като „бащата на ЛСД“.

## Биография
Роден е на 11 януари 1906 г. в Баден, Швейцария. Той първото от 4 деца на Адолф Хофман – майстор на инструменти и съпругата му Елизабет Хофман (по баща Шенк). Поради ниския доход на баща му, кръстникът на Алберт плаща за обучението му. Когато баща му се разболява, Хофман започва работа като търговски чирак във връзка с образованието си. На 20 години започва обучението си по химия в Цюрихския университет, завършвайки 3 години по-късно, през 1929 г.
Получава докторска степен за важно изследване на веществото хитин. Работи в химико-фармацевтичното подразделение на Лаборатории Сандоз (Sandoz Laboratories) (понастоящем Novartis), в Базел. Научният интерес на Хофман е насочен към химическите процеси в растенията и животните, и по-късно той успява да защити докторска дисертация с важни изследвания за химическата структура на срещащото се при всички животни вещество хитин.
Умира от сърдечен удар на 29 април 2008 г. в Бург на 102-годишна възраст.

## Научна дейност
Името на швейцарския учен остава завинаги в историята със създаването на психеделичното вещество LSD, което предизвиква халюцинации и емоционални разстройства, и изкривява възприятията за време и пространство.
Химикът синтезира за пръв път LSD през 1938 г. в лабораториите на фармацевтичната фирма Sandoz Laboratories, по време на опитите със спори на Мораво рогче - гъба, паразитираща по ръжта, в рамките на проект за създаването на ново лекарство, стимулиращо дейността на сърцето. Хофман обаче открива психеделичния му ефект едва на 16 април 1943 г., когато при повторния синтез на почти забравеното вещество, капка от него попада случайно на пръста му.
Три дни по-късно, на 19 април, Хофман съзнателно поема доза от 250 микрограма (0,00025 грама) от наркотика, за да изпита докрай свойствата му. Впоследствие е проведена серия експерименти с ЛСД с участието на самия Хофман и на негови колеги. Първите записи от тези опити са направени на 22 април същата година. Бележки от експеримента помества в книгата си „ЛСД – моето трудно дете“ (на английски: LSD: My Problem Child).
Той се надява, че LSD ще бъде полезен при психиатричните изследвания, и през 50-те и началото на 60-те години халюциногенът действително се използва активно и относително успешно при лечението на различни психични разстройства в САЩ и Великобритания. През 1965 г. Sandoz Laboratories обаче прекратява напълно производството на LSD във връзка с нарастващото обществено недоволство от употребата му, което в крайна сметка довежда до законодателната му забрана в САЩ през 1966 г., а по-късно и в останалите държави по света.
Според Хофман за опорочаването и дискредитирането на LSD отчасти са виновни употребяващите го хипи-движения от 60-те години, които пропагандирали живот в разрез с общоприетите ценности на западното общество. Според швейцарския химик създаденото от него вещество просто е станало жертва на борбата с анархически настроената младеж.

До края на живота си Хофман води кампания за частичното легализиране на LSD за медицински цели, но така и не постига целта си докрай. Въпреки че получава разрешение от швейцарските власти да възобнови медицинските експерименти с наркотика, до реализиране на проектите му не се стига. „Създадох LSD като лекарство. Не съм виновен, че хората злоупотребиха с него“, защитава творението си швейцарският химик. По време на международния симпозиум „LSD: Problem Child and Wonder Drug“, откриващ се по повод 100-годишния му юбилей на 11 януари 2006 г. в Базел, Хофман заявява: 
| „ | Мисля, че в човешката еволюция няма нищо по-важно от LSD. Той е инструментът за превръщането ни в това, което е трябвало да бъдем. | “ |

През 1958 г. Алберт Хофман синтезира за първи път псилоцибин.